# EA Sports FC 24
EA Sports FC 24は、EAバンクーバーとEAルーマニアが開発し、EAスポーツより2023年9月29日に世界同時発売されたサッカーゲームである。対応機種はNintendo Switch、PlayStation 4、PlayStation 5、Windows、Xbox One、Xbox Series X/S。

## 概要
EAスポーツとFIFA提携解消後、初のEA Sports FCシリーズ第1作目。EAとサッカーゲーム通算31作目。
2024年7月17日、EAスポーツは次回作となるEA Sports FC 25を、2024年9月27日に発売することを発表した。

## ライセンス

### リーグ
特記ない限りフルライセンス。

#### 男子
- セリエA TIM
  - ASローマ、SSラツィオ、アタランタBC、SSCナポリが偽名で収録[注 1]。
  - 放送パッケージ有り。
- セリエBKT
  - スペツィア・カルチョとブレシア・カルチョが偽名で収録。
- ブンデスリーガ
  - 放送パッケージ有り。
- 2. ブンデスリーガ
  - 放送パッケージ有り。
- 3. リーガ
- プレミアリーグ
  - 放送パッケージ有り。
- Sky Bet チャンピオンシップ
- Sky Bet リーグ1
- Sky Bet リーグ2
- ラ・リーガ EA SPORTS
  - 放送パッケージ有り。
- ラ・リーガ HYPERMOTION
- リーグ・アン Uber Eats
  - 放送パッケージ有り。
- リーグ・ドゥ BKT
- クレディ・スイス・スーパーリーグ
  - CSSLと表記される。
- アルスヴェンスカン
- chichプレミアシップ
- リーガ・ポルトガル Betclic
- エールディヴィジ
- カーザリーガⅠ
  - スーペルリーガという名前で収録。
- アドミラル・ブンデスリーガ
  - Ö・ブンデスリーガという名前で収録。
- トレンディオール・スュペル・リグ
- PKO BP エクストラクラサ
- SSEエアトリシティ・リーグ
- エリテセリエン
- ジュピラー・プロリーグ
  - 1Aプロリーグという名前で収録。
- 3Fスーペルリーガ
- メジャーリーグサッカー
  - 放送パッケージ有り。
- トルネオ Socios.com
  - LPF（Liga Profesional de Fútbol）という名前で収録。
- コパ・リベルタドーレス
  - 31チームが使用可能。
- コパ・スダメリカーナ
  - 48チームが使用可能。
- 中国超級リーグ
- Kリーグ1
- いすゞUTE・Aリーグ
- ヒーロー・インディアン・スーパーリーグ
  - ヒーロー・ISLと表記される。
- ROSHNサウジ・リーグ

##### その他収録クラブ
- スラヴィア・プラハ、スパルタ・プラハ、ヴィクトリア・プルゼン
- ディナモ・ザグレブ、ハイドゥク・スプリト
- フェレンツヴァーロシュ
- ディナモ・キーウ、シャフタール・ドネツク
- HJKヘルシンキ
- AEKアテネ、PAOK FC、パナシナイコス
- アポエルFC

#### 女子
- フラウエン・ブンデスリーガ
- リーガ・F
- バークレイズ・スーパーリーグ
- D1アルケマ
- ナショナル・ウィメンズ・サッカーリーグ
  - レーシング・ルイビル所属で、生まれつき左前腕を欠損しているカーソン・ピケット（英語版）も収録されている[注 2]。

##### その他収録クラブ
- FCチューリッヒ・フラウエン（英語版）
- FCローゼンゴード
- グラスゴー・シティFC（英語版）
- SLベンフィカ
- ユヴェントス・フェミニーレ
- AFCアヤックス・フローウェン
- スラヴィア・プラハ・ジェニー

## スタジアム

### イングランド

#### プレミアリーグ
- エミレーツ・スタジアム (アーセナル)
- バイタリティ・スタジアム (AFCボーンマス)
- ヴィラ・パーク (アストン・ヴィラ)
- AMEXスタジアム (ブライトン・アンド・ホーヴ・アルビオン)
- ターフ・ムーア (バーンリー)
- ブレントフォード・コミュニティ・スタジアム (ブレントフォードFC)
- スタンフォード・ブリッジ (チェルシー)
- セルハースト・パーク (クリスタル・パレス)
- グディソン・パーク (エヴァートン)
- クレイヴン・コテージ (フラムFC)
- アンフィールド (リヴァプール)
- ケニルワース・ロード（ルートン・タウン）
- エティハド・スタジアム (マンチェスター・シティ)
- オールド・トラッフォード (マンチェスター・ユナイテッド)
- セント・ジェームズ・パーク (ニューカッスル・ユナイテッド)
- シティ・グラウンド (ノッティンガム・フォレスト)
- ブラモール・レーン (シェフィールド・ユナイテッド)
- トッテナム・ホットスパー・スタジアム (トッテナム・ホットスパー)
- ロンドン・スタジアム (ウェストハム・ユナイテッド)
- モリニュー・スタジアム (ウルヴァーハンプトン・ワンダラーズ)

#### Sky betチャンピオンシップ
- カーディフ・シティ・スタジアム (カーディフ・シティ)
- カークリーズ・スタジアム (ハダースフィールド・タウン)
- MKMスタジアム (ハル・シティ)
- エランド・ロード (リーズ・ユナイテッド)
- キング・パワー・スタジアム (レスター・シティ)
- リヴァーサイド・スタジアム (ミドルズブラFC)
- キャロウ・ロード (ノリッジ・シティ)
- ロフタス・ロード (QPR)
- セント・メリーズ・スタジアム (サウサンプトンFC)
- bet365スタジアム (ストーク・シティFC)
- スタジアム・オブ・ライト (サンダーランドAFC)
- Swansea.comスタジアム (スウォンジー・シティAFC)
- ヴィカレージ・ロード (ワトフォードFC)
- ザ・ホーソンズ (WBA)

#### その他
- フラットン・パーク (ポーツマスFC - Sky betリーグ1)
- アカデミー・スタジアム (マンチェスター・シティWFC - バークレイズ・スーパーリーグ)
- ウェンブリー・スタジアム (イングランド代表)

### ドイツ

#### ブンデスリーガ
- ジグナル・イドゥナ・パルク (ボルシア・ドルトムント)
- レッドブル・アレーナ (RBライプツィヒ)
- アルテン・フェルステライ (1.FCウニオン・ベルリン)
- オイローパ＝パルク・シュタディオン (SCフライブルク)
- バイ・アレーナ (バイエル・レバークーゼン)
- ドイチェ・バンク・パルク (アイントラハト・フランクフルト)
- フォルクスワーゲン・アレーナ (VfLヴォルフスブルク)
- MEWAアレーナ (1.FSVマインツ05)
- ボルシア・パルク (ボルシアMG)
- ラインエネルギーシュタディオン (1.FCケルン)
- PreZeroアレーナ(1899ホッフェンハイム)
- ヴェーザーシュタディオン (ヴェルダー・ブレーメン)
- WWKアレーナ (FCアウクスブルク)
- メルセデス・ベンツ・アレーナ (VfBシュツットガルト)

#### 2. ブンデスリーガ
- フェルティンス・アレーナ (シャルケ04)
- ベルリン・オリンピアシュタディオン (ヘルタ・ベルリン)
- フォルクスパルクシュタディオン (ハンブルガーSV)
- デュッセルドルフ・アレーナ (フォルトゥナ・デュッセルドルフ)
- ミラントア・シュタディオン (FCザンクトパウリ)
- ホーム・デラックス・アレーナ（英語版） (SCパーダーボルン07)
- ハインツ・フォン・ハイデン・アレーナ (ハノーファー96)
- シュポルトパルク・ロンホフ・トーマス・ゾンマー (SpVggグロイター・フュルト)
- マックス・モーロック・シュタディオン (1.FCニュルンベルク)

#### その他
- ビーレフェルター・アルム（英語版） (アルミニア・ビーレフェルト - 3. リーガ)

### スペイン

#### ラ・リーガ EA SPORTS
- パワーホース・スタジアム (UDアルメリア)
- エスタディオ・ヌエボ・ミランディージャ (カディスCF)
- ヌエボ・エスタディオ・デ・ロス・カルメネス (グラナダCF)
- エスタディオ・ベニート・ビジャマリン (レアル・ベティス)
- エスタディオ・ラモン・サンチェス・ピスフアン (セビージャFC)
- ビジット・マヨルカ・エスタディ (RCDマジョルカ)
- エスタディオ・デ・メンディソロツァ (デポルティーボ・アラベス)
- エスタディオ・サン・マメス (アスレティック・ビルバオ)
- レアレ・アレーナ (レアル・ソシエダ)
- エスタディオ・グラン・カナリア (UDラス・パルマス)
- エスタディ・モンティリビ (ジローナFC)
- エスタディオ・デ・バライードス (セルタ・デ・ビーゴ)
- ワンダ・メトロポリターノ (アトレティコ・マドリード)
- コリセウム・アルフォンソ・ペレス (ヘタフェCF)
- エスタディオ・デ・バジェカス (ラーヨ・バジェカーノ)
- サンティアゴ・ベルナベウ (レアル・マドリード)
- エスタディオ・エル・サダール (CAオサスナ)
- エスタディオ・デ・メスタージャ (バレンシアCF)
- エスタディオ・デ・ラ・セラミカ (ビジャレアルCF)

#### ラ・リーガ HYPERMOTION
- エスタディオ・ムニシパル・デ・イプルーア (SDエイバル)
- RCDEスタジアム (RCDエスパニョール)
- エスタディオ・エル・アルコラス (SDウエスカ)
- エスタディオ・ムニシパル・デ・ブタルケ (CDレガネス)
- エスタディオ・シウダ・デ・バレンシア (レバンテUD)
- エスタディオ・ホセ・ソリージャ (レアル・バリャドリード)

### イタリア

#### セリエA
- サン・シーロ (ACミラン/インテル)
- アリアンツ・スタジアム (ユベントス)

### フランス

#### リーグ・アン Uber Eats
- グルパマ・スタジアム (オリンピック・リヨン)
- オレンジ・ヴェロドローム (オリンピック・マルセイユ)
- パルク・デ・プランス (パリ・サンジェルマン)

### アメリカ

#### メジャーリーグサッカー
- ディグニティ・ヘルス・スポーツ・パーク (ロサンゼルス・ギャラクシー)
- ルーメン・フィールド (シアトル・サウンダーズ)
- BCプレイス・スタジアム (バンクーバー・ホワイトキャップス)
- プロビデンス・パーク (ポートランド・ティンバーズ)
- BMOスタジアム (ロサンゼルスFC)
- レッドブル・アリーナ (ニューヨーク・レッドブルズ)
- メルセデス・ベンツ・スタジアム (アタランタ・ユナイテッド)

### その他のリーグ
- ドンバス・アリーナ (シャフタール・ドネツク)
- ヨハン・クライフ・アレナ (AFCアヤックス)
- フィリップス・スタディオン (PSV)
- エスタディオ・ダ・ルス (SLベンフィカ)
- エスタディオ・ド・ドラゴン (FCポルト)
- アタテュルク・オリンピヤト・スタドゥ (イスタンブールBB/トルコ代表)
- エスタディオ・リベルタドーレス・デ・アメリカ (CAインデペンディエンテ)
- エスタディオ・プレシデンテ・ペロン (ラシン・クラブ)
- エスタディオ・アルベルト・J・アルマンド (ボカ・ジュニオールズ)
- キング・アブドゥッラー・スポーツ・シティ (アル・アハリ/アル・イテハド)
- キング・ファハド国際スタジアム (アル・ヒラル/アル・シャバブ/アル・ナスル)